# Carlos Alfaro Moreno
Carlos Alejandro Alfaro Moreno Afonso (Buenos Aires, Argentina, 18 de octubre de 1964) es un exfutbolista, periodista y dirigente deportivo argentino nacionalizado ecuatoriano (en el año 2003). Jugaba de delantero, su primer club fue Platense y su último club fue Barcelona Sporting Club, de la cual fue su presidente entre 2019 y 2023.

## Trayectoria
Se crio por el área de Castelar y Ramos Mejía en la zona oeste de Buenos Aires. Se formó en las categorías inferiores de Club Atlético Platense,y su debut en la Primera División de Argentina lo hizo con el Club Atlético Platense con 17 años, en un partido frente a Racing Club en 1983. En Club Atlético Platense disputó 134 partidos y marcó 70 goles. En Platense ganó la Liguilla Pre-Libertadores Clasificación, en una final a tres partidos ante Boca Juniors. En el tercer partido se disputó en cancha de Ferro, y Alfaro Moreno hizo los dos goles de la victoria. Ese mismo año, Platense jugó un desempate ante Temperley por no descender, y Alfaro hizo el gol de la victoria, siendo, en ese momento, el primer jugador de la historia del fútbol mundial en sacarse la camiseta. Fue expulsado por ese acto. Es quizás, junto a Marcelo Espina, Julio Cozzi, Claudio Spontón, el máximo ídolo del club "Calamar".
En 1986 se sumó a Atlético Tucumán, junto a su compañero Felipe Bellini. Con el decano disputó el Torneo del Interior.
En 1988 pasó al Club Atlético Independiente, donde ganó el título de la Primera División de Argentina. En Independiente marcó 38 goles en 100 partidos. En 1989 fue elegido Jugador del Año de Argentina, ganando el Olimpia de Plata al Mejor Futbolista.
En 1991 fue contratado por el Espanyol para jugar Primera División de España, en 1992 pasó al Palamós CF de la segunda división española.
En 1993 volvió a Club Atlético Independiente por un año, en el que anotó 6 goles en 14 encuentros. Al año siguiente fue contratado por el Barcelona Sporting Club, Ecuador. En el club más popular del Ecuador disputó 182 partidos, anotó 64 goles en un total de 7 temporadas (entre idas y vueltas), ganó el Campeonato Ecuatoriano de Fútbol en 1995, jugó Copa Libertadores con Barcelona Sporting Club en 1994 y 1996 a mediados de 1997 partió al futbol Mexicano.  
Jugó 6 meses en América en 1997 y luego 6 meses en el Atlante en 1998 (ambos de México), en el año 1999 estuvo 6 meses en el Racing Ferrol de la 3.ª división de España, y a inicios del año 2000 jugó en Ferro Carril Oeste de su país y fue parte del histórico descenso de ese equipo, volvió en marzo del año 2000 al Barcelona SC, donde se retiró en agosto de 2002.

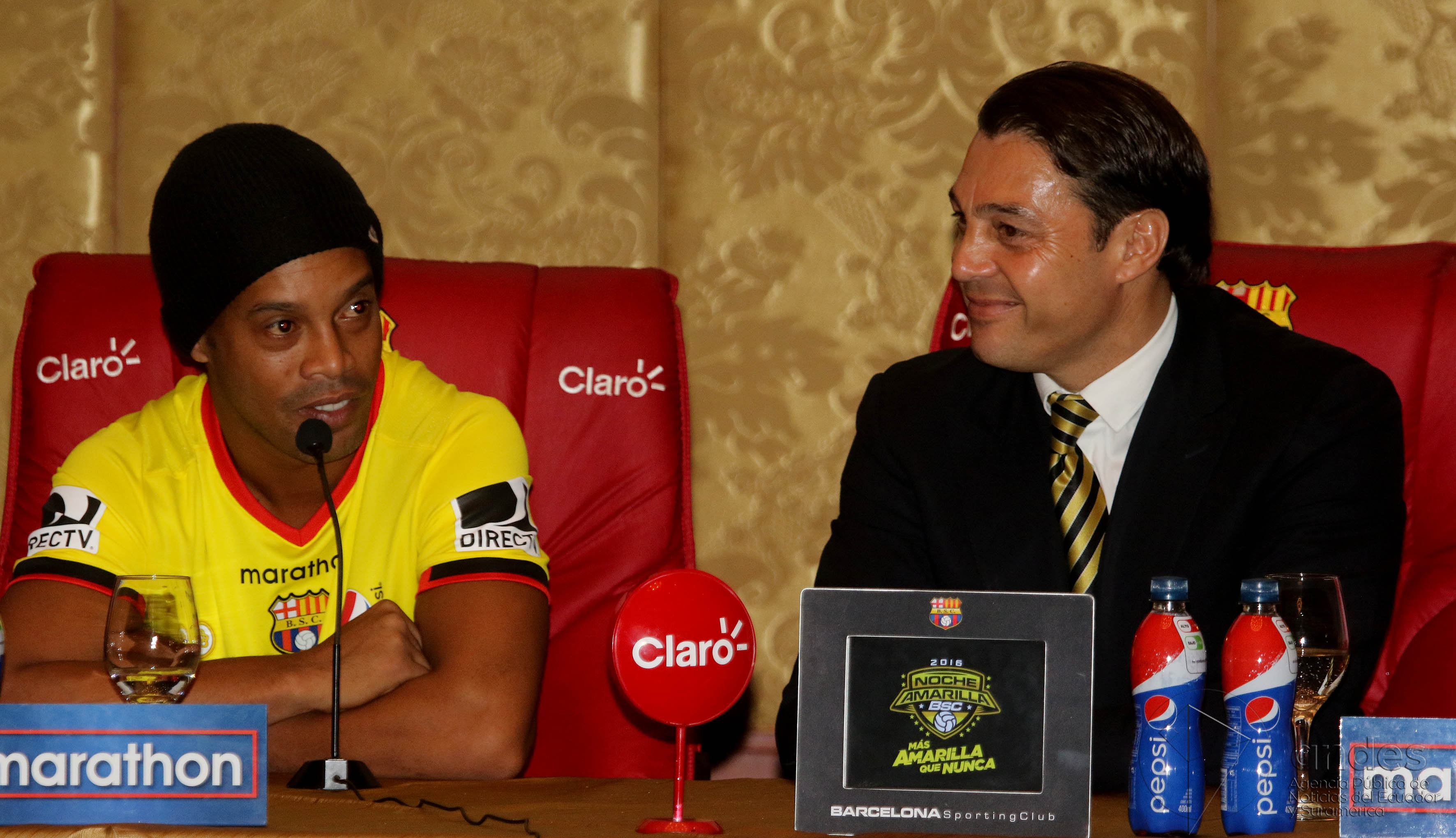
Carlos Alfaro Moreno, como vicepresidente de Barcelona, junto a Ronaldinho, durante una rueda de prensa sobre la noche amarilla 2016.

Tras retirarse, Alfaro Moreno se nacionalizó ecuatoriano y se dedicó a entrenar en categorías inferiores, creando una escuela de fútbol en Guayaquil, donde reside, llamada "Academia de Fútbol Alfaro Moreno".
Fue presentador del programa deportivo Copa de la cadena RTS, también fue vicepresidente deportivo de Barcelona Sporting Club desde 2015 hasta 2018, siendo el presidente, el ex arquero y gobernador del Guayas José Francisco Cevallos.
A finales de 2019 fue elegido presidente de Barcelona SC donde jugó y marcó el retiro de su vida futbolística profesional, además comentando ser hincha del mismo.
Bajo su mandato, Barcelona Sporting Club ganó su decimosexta Copa Nacional en la final del 2020 contra Liga Deportiva Universitaria de Quito, en el Estadio Rodrigo Paz Delgado

## Selección nacional
Ha sido internacional con la Selección de fútbol de Argentina entre los años 1987 a 1991. Con la selección argentina disputó la Copa América de 1989 celebrada en Brasil, quedando en tercera posición por detrás de Brasil y Uruguay
También fue internacional con la selección olímpica, llegando a disputar el torneo de fútbol de los Juegos Olímpicos de Seúl 1988.

### Participaciones en Copas Américas (1)
| Copa América      | Sede   | Resultado    | Partidos | Goles |
| ----------------- | ------ | ------------ | -------- | ----- |
| Copa América 1989 | Brasil | Tercer lugar | 4        | 0     |

### Participaciones en Juegos Olímpicos
| Juegos                        | Sede | Resultado        | Partidos | Goles |
| ----------------------------- | ---- | ---------------- | -------- | ----- |
| Juegos Olímpicos de Seúl 1988 | Seúl | Cuartos de final | 4        | 3     |

## Clubes
| Club                   | País      | Año         | Partidos | Goles |
| ---------------------- | --------- | ----------- | -------- | ----- |
| Platense               | Argentina | 1983 - 1988 | 134      | 70    |
| Atlético Tucumán       | Argentina | 1986        | 4        | 2     |
| Independiente          | Argentina | 1988 - 1990 | 100      | 38    |
| Espanyol               | España    | 1991 - 1992 | 7        | 0     |
| Palamós Club de Futbol | España    | 1992- 1993  | 6        | 0     |
| Independiente          | Argentina | 1993        | 20       | 6     |
| Barcelona              | Ecuador   | 1994 - 1997 | 105      | 30    |
| América                | México    | 1997        | 13       | 2     |
| Atlante                | México    | 1998        | 16       | 5     |
| Barcelona              | Ecuador   | 1998 - 1999 | 30       | 22    |
| Ferro Carril Oeste     | Argentina | 1999 - 2000 | 15       | 1     |
| Barcelona              | Ecuador   | 2000 - 2002 | 47       | 21    |
| TOTAL                  | TOTAL     | TOTAL       | 541      | 197   |

## Palmarés

### Campeonatos nacionales (6)
| Título                        | Club               | País      | Año                                              |
| ----------------------------- | ------------------ | --------- | ------------------------------------------------ |
| Liguilla (Clasificación)      | Platense           | Argentina | 1987 - 1988                                      |
| Primera División              | Independiente      | Argentina | 1988 - 1989                                      |
| Serie A de Ecuador            | Barcelona          | Ecuador   | 1995                                             |
| Serie A de Ecuador            | Barcelona          | Ecuador   | 1997 (jugó solo la primera mitad del campeonato) |
| Serie A de Ecuador            | Barcelona          | Ecuador   | 2016 (como directivo)                            |
| Serie A de Ecuador            | Barcelona          | Ecuador   | 2020 (como directivo)                            |
| Súperliga Femenina de Ecuador | Barcelona Femenino | Ecuador   | 2023 (como directivo)                            |

### Campeonatos nacionales amistosos  (3)
| Título                       | Club          | País      | Año  |
| ---------------------------- | ------------- | --------- | ---- |
| Copa Diario La Gaceta        | Independiente | Argentina | 1993 |
| Trofeo Clásico del Astillero | Barcelona     | Ecuador   | 1989 |
| Trofeo Miguel Martin Icaza   | Barcelona     | Ecuador   | 2001 |

### Campeonatos internacionales amistosos (3)
| Título                   | Club          | Sede      | Año  |
| ------------------------ | ------------- | --------- | ---- |
| Copa Ciudad de Monterrey | Independiente | México    | 1993 |
| Copa Antonio Labán       | Barcelona     | Chile     | 1994 |
| Copa Amistad             | Barcelona     | Argentina | 1996 |

### Distinciones individuales (10)
| Distinción                                                          | Año  |
| ------------------------------------------------------------------- | ---- |
| Futbolista Argentino del Año (Olimpia de Plata al Mejor Futbolista) | 1989 |